# Partido Popular Francés
El Partido Popular Francés (en francés Parti populaire français, PPF) fue un partido político francés de inspiración fascista activo entre 1936 y 1945.

## Historia
El PPF fue fundado el 28 de junio de 1936 por el antiguo dirigente comunista Jacques Doriot, de manera subsiguiente a la victoria del Frente Popular de izquierdas en las elecciones legislativas de Francia de 1936.
La disolución del Frente Popular en 1938, que alejó del éxito a las opciones más radicales en la política francesa, contribuyó a un declive del partido.
Entre los intelectuales que apoyaron al partido se encontraron nombres como Abel Bonnard, Alexis Carrel, Maurice Duverger, Alfred Fabre-Luce, Raymon Fernández, Bertrand de Jouvenel o Pierre Drieu La Rochelle.
En 1940, durante la ocupación alemana de Francia, el líder del PPF optó por una postura colaboracionista con los nazis, configurándose también el partido hacia ese año como plenamente fascista. El partido se disolvió tras la muerte de su líder en 1945.

## Ideología

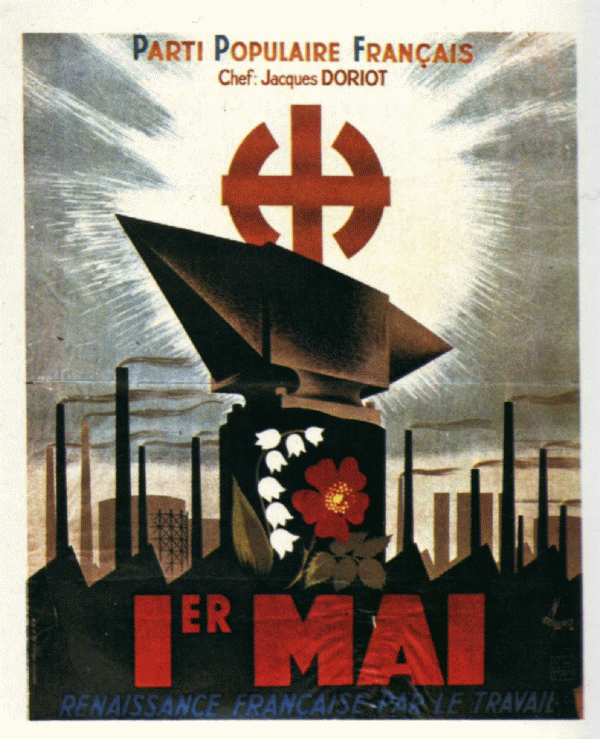
Cartel propagandístico del PPF por el Primero de Mayo.

El historiador Stanley G. Payne apunta que pese a no nacer como un partido estrictamente fascista fue progresivamente adquiriendo los diferentes elementos fascistas.
El partido —caracterizado por su nacionalismo y su anticomunismo— se proclamó en su primer programa opuesto al capitalismo y al propio comunismo, además de autodefinirse como «social y revolucionario», aunque fue financiado por una élite económica deseosa de articular una respuesta nacionalista al comunismo. El PPF, que se nutrió mayoritariamente de la clase trabajadora, ha sido señalado como «el más obrero» de los diferentes partidos franceses fascistizantes de la época.